# Sukhmalpur Nizamabad
Sukhmalpur Nizamabad is een census town in het district Firozabad van de Indiase staat Uttar Pradesh.

## Demografie
Volgens de Indiase volkstelling van 2001 wonen er 35.327 mensen in Sukhmalpur Nizamabad, waarvan 54% mannelijk en 46% vrouwelijk is. De plaats heeft een alfabetiseringsgraad van 57%.